# Cytospora carphosperma
Cytospora carphosperma är en svampart som beskrevs av Fr. 1823. Cytospora carphosperma ingår i släktet Cytospora och familjen Valsaceae.   Inga underarter finns listade i Catalogue of Life.